# Ernst Zierke
Ernst Zierke, né le 6 mai 1905 à Krampe, mort le 23 mai 1972 à Celle, est un Allemand et un SS-Unterscharführer  qui a participé à l’Aktion T4 et à l’Aktion Reinhard.

## Carrière
Il travaille comme peintre et bûcheron après avoir quitté l'école à treize ans. Il adhère au NSDAP et à la SA en 1930, devient ensuite membre de la SS. De 1934 à 1940, Zierke est infirmier dans l'établissement de soins de Neuruppin.
Il est impliqué dans le programme Aktion T4 à partir de janvier 1940. Zierke est alors affecté comme infirmier et chauffeur aux centres d'euthanasie de Grafeneck, Hadamar et Sonnenstein. De la fin 1941 jusqu'en mars 1942, Zierke est engagé par l'Organisation Todt pour le transport de blessés sur le front de l'est.
Il est affecté au camp d'extermination de Belżec de juin 1942 à mars 1943. Il y exerce différentes fonctions et participe à l'exécution de Juifs par fusillade. Il est muté en mars 1943 au camp de travail SS de Dorohucza, puis début novembre 1943 au camp d'extermination de Sobibor. Il est impliqué, jusqu'en décembre 1943, dans la liquidation du camp et l'exécution par fusillade des derniers détenus juifs.  Il est ensuite muté dans la zone d'opération du littoral adriatique, à Trieste, à la Sonderabteilung Einsatz R, qui poursuit l'extermination des Juifs ou Judenvernichtung, la confiscation de biens juifs, et la lutte contre les résistants.
Zierke est prisonnier de guerre à la fin du conflit, puis incarcéré fin janvier 1963. Lors du procès de Belżec, Zierke est accusé de complicité de meurtre commis en réunion dans 360 000 cas. Il est déchargé de toute poursuite judiciaire en raison de l'état de nécessité. Au procès de Sobibor, Zierke est accusé de complicité de meurtre commis en réunion sur 30 personnes, et à nouveau déchargé de toute poursuite judiciaire pour le même motif.  
Zierke meurt le 23 mai 1972 à Celle.